# Electropop
L'electropop, aussi typographié électro-pop ou électropop en français, ou technopop, est un sous-genre particulier de synth-pop qui a prospéré au début des années 1980, bien que les premiers enregistrements aient été réalisés à la fin des années 1970. De nombreux ensembles ont continué à utiliser ce type de son dans les années 1990 et 2000. L'électro-pop est souvent caractérisée par un son électronique, répétitif ou au contraire parfois dense et riche.
Les chansons électro-pop sont essentiellement des chansons pop, avec des mélodies et des rythmes simples et accrocheurs, mais elles diffèrent des chansons de musique dance que le genre électro-pop aide à inspirer - techno, dub, house, electro-clash, etc. l'électro-pop met l'accent sur la composition musicale au-dessus de la capacité de danser. L'électro-pop est liée au mouvement néo-romantique du début des années 1980 et aux mouvements synth-pop et electro-clash des années 1990.
L'autre différence entre l'electropop et la synthpop pure est l'utilisation des synthétiseurs, qu'on peut qualifier de « flou et chaud » en basse fréquence dans l'electropop quand la synthpop utilise des notes de synthés mélodiques beaucoup plus claires, rappelant les années 1980.

## Histoire

### Années 1980
Au début des années 1980, des artistes britanniques tels que Gary Numan, the Human League, Soft Cell, John Foxx et Visage ont contribué à l'émergence d'un nouveau style synth-pop qui s'inspirait davantage de la musique électronique et mettait l'accent sur l'utilisation primaire des synthétiseurs, tandis que le style électro a été largement développé par Afrika Bambaataa, qui a été fortement influencé par Yellow Magic Orchestra et Kraftwerk, et a à son tour influencé le style de musique pop des années 1980 de Madonna.

« Une nouvelle musique fascinante a commencé à arriver sur ces rivages ; elle a été baptisée électro-pop, car des instruments électroniques - principalement des synthétiseurs et des syndrums - ont été utilisés pour créer des chansons pop. « Pop Muzik » de M est l'une des premières. On assiste à une accumulation progressive de disques électro-pop dignes de ce nom, même s'ils ne sont encore entendus que dans les discothèques rock. Mais en 1981, les vannes s'ouvrent et la « nouvelle musique » fait enfin un tabac. La chanson phare est Don't You Want Me des Human League. »

— Anglomania : The Second British Invasion, par Parke Puterbaugh pour Rolling Stone, novembre 1983

### XXIesiècle
L'influent cinquième album studio de Britney Spears, Blackout (2007), reprenait principalement les éléments du genre et a catapulté l'électro-pop vers le grand public. En 2009, les médias ont publié des articles proclamant une nouvelle ère de stars de l'électro-pop, et l'époque a effectivement vu une hausse de la popularité de plusieurs artistes électro-pop. Dans le sondage Sound of 2009 réalisé pour la BBC auprès de 130 experts en musique, dix des quinze premiers artistes cités appartenaient au genre electropop. Lady Gaga a connu un grand succès commercial dès 2008 avec son premier album The Fame. Le critique musical Simon Reynolds a noté que « tout ce qui concerne Gaga vient de l'électro-clash, sauf la musique, qui n'est pas particulièrement des années 1980 ». La scène musicale K-pop a également été dominée et influencée par l'électro-pop, en particulier par les boys bands et les groupes de filles tels que Super Junior, SHINee, f(x) et Girls' Generation.
Le chanteur Michael Angelakos de Passion Pit a déclaré lors d'une interview en 2009 que même si jouer de l'électro-pop n'était pas son intention, les limitations de la vie en dortoir ont rendu le genre plus accessible. En 2009, The Guardian cite James Oldham, responsable des artistes et du répertoire chez A&M Records, qui a déclaré : « tous les départements A&R ont dit aux managers et aux avocats : Ne nous donnez plus de groupes parce que nous n'allons pas les signer et qu'ils ne vont pas vendre de disques. Donc tout ce qui nous a été proposé est de nature électronique »,.
Dans les années 2010, des artistes tels que Grimes, M.I.A ou Charli XCX renouvèlent le genre. 
En 2019, Kenneth Womack écrit que la chanteuse et auteure-compositrice Billie Eilish avait « établi sa revendication en tant que reine régnante de l'électro-pop » avec son album à succès critique et commercial When We All Fall Asleep, Where Do We Go.